# Please Don't Stop the Rain
Please Don't Stop the Rain is een nummer van de Britse singer-songwriter James Morrison uit 2009. Het is de derde single van zijn tweede studioalbum Songs for You, Truths for Me
Het nummer is mede geschreven door OneRepublic-frontman Ryan Tedder, die ook te horen is op de achtergrondvocalen. "Please Don't Stop the Rain" werd een bescheiden hitje in een aantal Europese landen. Het nummer bereikte de 33e positie in Morrisons thuisland het Verenigd Koninkrijk. In de Nederlandse Top 40 had het iets meer succes; daar bereikte het de 20e positie.